# Peter Raule
Peter Raule (* 5. März 1891 in Vorderheubach, Kreis Heidelberg; † 6. September 1972 in Freiburg im Breisgau) war von 1945 bis 1956 Präsident des Sparkassen- und Giroverbandes in Baden und gehörte von 1947 bis 1952 dem Badischen Landtag an (FDP).

## Werdegang
Nach dem Besuch der Volksschule, Realschule und Handelshochschule ließ er sich bei verschiedenen staatlichen Behörden für den Verwaltungs-, Revisions- und Rechnungsdienst der badischen inneren Staatsverwaltung ausbilden. 1913 legte er das Revisorenexamen ab und war zunächst als Revisionsbeamter bei der Stadt Pforzheim und als Oberrevisor bei der Landesversicherungsanstalt Baden tätig.
Ab 1921 baute er die Verwaltung und Revisionsstelle des Badischen Sparkassen- und Giroverbandes in Mannheim auf und amtierte dort ab dem 1. April 1924 als Revisionsdirektor. Ab 1931 war er zugleich Leiter der Badischen Städte-Revisionsstelle. Nach dem Ende des Zweiten Weltkriegs übernahm er das Amt des Präsidenten des Sparkassen- und Giroverbandes im französischen Besatzungsgebiet. Zugleich war er Chef de file der französischen Militärregierung für den Sparkassensektor in Baden und kommissarischer Leiter der Badischen Gemeindeverwaltungs- und Sparkassenschule. 1956 ging er in den Ruhestand.
Raule war früh ein Anhänger des politischen Liberalismus. Er trat 1917 der Fortschrittlichen Volkspartei bei und wurde nach deren Auflösung 1918 Mitglied der Deutschen Demokratischen Partei (DDP). Nach dem Zusammenbruch des Dritten Reichs war er 1945 einer der Mitbegründer der FDP in Baden. Von März bis Mai 1947 gehörte er als Nachfolger von Ernst Walker als Vertreter der Demokratischen Partei der Beratenden Landesversammlung des Landes Baden und war von 1947 bis 1952 Mitglied des Badischen Landtags. 1951 wurde er als stellvertretendes Mitglied in den Vorläufigen Ministerrat des neu zu bildenden Südweststaates berufen.
Raule war Unterstützer der Europabewegung und zeitweilig Vorsitzender des Kreisverbandes der Europa-Union. Von 1946 bis 1949 war er Verbindungsmann der amerikanischen Wohlfahrtsorganisation CARE in der französischen Besatzungszone.
Der Nachlass von Peter Raule befindet sich im Staatsarchiv Freiburg.

## Ehrungen
- 1952: Großes Verdienstkreuz der Bundesrepublik Deutschland
- 1956: Ehrensenator der Albert-Ludwigs-Universität Freiburg